# Articaïne
Articaïne is een lokaal anestheticum dat wordt gebruikt in de tandheelkunde. Het wordt gemaakt door Septodont onder de merknaam Septanest en door Sanofi-Aventis als Ultracain D-S, waarbij aan de articainehydrochloride 4% adrenaline is toegevoegd. Articaïne werd in 1976 toegelaten voor gebruik in Duitsland en niet lang daarna in de rest van Europa. Canada volgde in 1982 terwijl de FDA het middel pas in 2000 in de Verenigde Staten toeliet.
Vanwege het snelwerkende effect en goede doseerbaarheid is het een vervanger voor oudere middelen als procaïne en lidocaïne. Articaïne is vanwege de aanwezigheid van een thiofeen-groep, een ester en amide groep een bijzonder anestheticum. Vanwege die amide-groep vindt het metabolisme in de lever plaats. Daarnaast resulteert de ester-groep in plasma metabolisme middels pseudocholinesterase waarmee het middel sneller wordt afgebroken en de toxiciteit wordt verkleind. De halveringstijd is ongeveer 30 minuten in tegenstelling tot 90 minuten voor lidocaïne.
Om interacties uit te sluiten is het nodig de tandarts in te lichten over gebruik van eventuele gebruikte medicatie. De Septanest SP kan nog lang nawerken. Bij overdosering is de inzet van zuurstof nuttig en eventueel diazepam ter voorkoming en behandeling van convulsies. Er kan zich in enkele gevallen bradycardie voordoen, waarbij de hartslag dus langzamer wordt. Er is dan de assistentie van een arts nodig.
Bij gebruik van articaïne voor een mandibulair zenuwblok treedt paresthesie op, regelmatig lang aanhoudende tintelingen. Dit gebeurt althans veel meer dan bij lidocaïne.
Articaïne wordt vaak toegepast bij tandartspatiënten waarbij lidocaïne onvoldoende werkt. Bovendien verdient articaïne in de onderkaak als lokaal anestheticum de voorkeur boven lidocaïne, omdat de onderkaak minder spongieus is, en articaïne beter diffundeert dan lidocaïne. Met articaïne kan een groter deel worden bestreken, terwijl met lidocaïne juist ook per kies kan worden verdoofd.